# Lisa Elg
Lisa Kristina Elg født 26. juli 1913, var en dansk atlet fra Mariendal som satte den første dansk rekord i længdespring med 4,24 i 1930. Hun vandt aldrig DM, da DM for kvinder først blev indført 1944.